# José Orive Vélez
José Orive Vélez (Barbate, Cádiz, 27 de abril de 1962) es un político español, exalcalde de Canovellas.

## Biografía
Vive en Cataluña desde 1965 y reside en Canovellas desde 1967. 
Casado y padre de dos hijas, es licenciado en Filosofía y Ciencias de la Educación y diplomado en Pedagogía Social por la Universidad de Barcelona y en la actualidad es el alcalde de Canovellas.
Empezó a militar en las juventudes del PCE(i), la Unión de Jóvenes Marxistas Leninistas. Formó parte de diferentes movimientos asociativos vecinales que reivindicavan mejoras en los barrios. Fue miembro de la pionera Asociación de Vecinos 15 regiones de la que fue secretario durante un tiempo.
En el mundo educativo trabajo de maestro en la escuela Sant Jordi, fue miembro del APA de la escuela Jacint Verdaguer y organizó e impulsó actividades socioeducativas para niños y jóvenes de Canovellas. Ha realizado cursos y formación continuada en el ámbito de las políticas municipales dentro del Área de Servicios Personales que ha sido el punto de referencia a lo largo de su trayectoria profesional y política que ha llevado a cabo en el Ayuntamiento de Canovellas del cual ha sido en diferentes etapas técnico de Infancia y Juventud, de Fiestas y Relaciones Ciudadanas y de Cultura. También ha sido director del Centre Cultural.
En las elecciones municipales de 1999 se presentó como independiente dentro de la lista del PSC de Canovellas. Salió elegido concejal y fue nombrado miembro de la Comisión de Gobierno, segundo teniente de alcalde, presidente del Área de Servicios Personales y concejal de Cultura y Fiestas, Educación, Relaciones Ciudadanas, Juventud e Infancia y Comunicación.
En las elecciones municipales de 2003 fue segundo en las listas del PSC, siendo reelegido y nombrado miembro de la Junta de Gobierno Local y portavoz del Grupo Municipal Socialista, primer teniente de alcalde, presidente del Área de Servicios Personales y concejal de Gobernación, Cultura y Fiestas, Educación, Relaciones Ciudadanas y Comunicación. La renuncia de Francesc Martos a la alcaldía hizo que el 13 de noviembre de 2004 fuera elegido alcalde por el Pleno del Ayuntamiento.
En las elecciones municipales de 2007 encabezando la lista del PSC obtuvo la mayoría absoluta con once concejales, uno más que en las elecciones anteriores, siendo reelegido alcalde. Fue reelegido en las elecciones municipales de 2015 y el 15 de octubre del año 2016 presentó su dimisión. 
Es primer secretario de la Agrupación Local del PSC.
- Datos: Q5944396